# جيفري مورغان
جيفري مورغان هو كاتب كندي، ولد في 13 مايو 1954.